# Adelaide del Vasto
Adelaide del Vasto, född 1075, död 16 april 1118, var en grevinna av Sicilien och drottning av Jerusalem, och Siciliens regent mellan 1101 och 1112. Hon var gift med greve Roger I av Sicilien och kung Balduin I av Jerusalem, och regent som förmyndare för sina söner, Simon av Sicilien och Roger II av Sicilien. Hennes andra äktenskap med Balduin I ogiltigförklarades eftersom Balduins första maka fortfarande var vid liv.

## Biografi
Adelaide del Vasto var dotter till den italienska adelsmannen Manfred del Vasto och brorsdotter till Boniface del Vasto, markis av Västra Ligurien. Hennes fars familj var lokala potentater på Sicilien. Hon gifte sig 1089 med greve Roger I av Sicilien. Paret fick två söner.

### Siciliens regent
När hennes make avled 1101 efterträddes han av deras äldste son Simon av Sicilien, som var åtta år gammal. Adelaide blev därför Siciliens regent i sin minderåriga sons ställe. Omedelbart efteråt utbröt uppror på Kalabrien och Sicilien, som regenten slog ned med framgång och hårdhet. Under hennes regeringstid blev Palermo Siciliens huvudstad. Hon beskrivs som en framgångsrik regent, och omtalas med respekt av både kristna och muslimer i regionen. Adelaide regerade genom lokala ämbetsmän som kände till lokala sedvänjor och höll fred mellan öns olika religioner genom att till exempel göra donationer till öns grekiska kloster. Hennes äldste son avled vid tolv års ålder 1105 och efterträddes av hennes yngre son Roger II av Sicilien. Eftersom även han var omyndig, fortsatte hon som regent fram till hans myndighet 1112. 

### Jerusalems drottning
År 1112 föreslog Jerusalems patriark Arnulf ett äktenskap mellan Adelaide och kung Balduin I av Jerusalem. Äktenskapet arrangerades snabbt, och kungen gick med på Adelaides krav att hennes son Roger II skulle ärva Jerusalem om äktenskapet inte resulterade i några barn. Själv förde hon med sig en enorm hemgift av pengar, som Jerusalem var i starkt behov av, samt en del muslimska experter och soldater. Äktenskapet skapade skandal eftersom kungen hade spärrat in sin förra fru i kloster men i kyrkans ögon fortfarande var gift med henne, vilket innebar att hans äktenskap med Adelaide var bigami, och patriarken Arnulf avsattes av påven på grund av det. Dessutom resulterade äktenskapet inte i några barn, och kungen blev snart själv missnöjd med det.
År 1116 gick kungen med på att återinsätta Arnulf som patriark på villkor att han upplöste kungens äktenskap, något som också skedde året därpå, när kungen blev sjuk och övertygades om att han kunde bli frisk om han avstod från bigamins synd. Adelaide återvände sedan till sin sons hov på Sicilien, där hon avled året därpå. Hennes son beskrivs som mycket upprörd över hur hans mor blivit behandlad, och hela affären skadade relationerna mellan Jerusalem och Sicilien under hela hennes sons regeringstid.